# احمد عرب
احمد عرب (انگلیسی: Ahmed Arab؛	۱۹ مارس ۱۹۳۳ - ۱ مارس ۲۰۲۳) بازیکن فوتبال اهل فرانسه بود.
وی همچنین در تیم‌های ملی فوتبال فرانسه و الجزایر بازی کرده‌است.